# Sect
Sect foi um grupo de eurodance brasileiro formada em 1994 pelos irmãos produtores musicais Jorge "Tchorta" Boratto e Gui Boratto, e pela vocalista Patrícia Coelho. É considerado primeiro projeto de música eletrônica bem-sucedido do país, também uma das primeiras bandas brasileiras a se destacar na língua inglesa nas letras de suas canções.
O grupo tornou-se conhecido pelo hit "Follow You (Crazy for You)", lançado em 1994, que fez parte da trilha-sonora da telenovela História de Amor, e fez sucesso nas dicotecas brasileiras nos anos 90 e foi bastante executadas nas rádios. Outra canção de relativo sucesso foi “Wasting My Life”.

## História
Em 1994, lançaram o EP "F&D", pela gravadora Velas. É neste EP que o grupo gravou o single "Follow You".
Em 1995, lançaram o álbum Eleven.
Em 1998, Patrícia Coelho foi substituído pela vocalista, Alyssa Cavin.

## Discografia
- 1994 – F&D (EP)
- 1995 – Eleven

### Informação sobre os álbuns

#### F&D
Faixas
1. Fly
2. Follow You
3. Dance
4. Deep Inside

#### Eleven
Faixas
1. Wasting My Life
2. Little Brother
3. I Can't Stop Loving You
4. Get Away
5. Face
6. Follow You
7. Light
8. Walk Away
9. Things I Say
10. Dance Across The Floor
11. Follow You (Club Mix)
12. Wasting My Life (Club Mix)

### Singles
- Follow You
- Wasting My Life
- I Can't Stop Loving You
- Get Away
- Walk Away
- Face
- Never Know How Much I Love You (1999)
- Can't Stop The World (2002)